# Preston (New York)
Pour les articles homonymes, voir Preston.
Preston est une ville (town) située dans le comté de Chenango, dans l'État de New York, aux États-Unis. En 2010, elle comptait une population de 1 044 habitants, estimée au 1er juillet 2019 à 984 habitants.

## Démographie
Lors du recensement de 2010, la ville comptait une population de 1 044 habitants. Elle est estimée, en 2019, à 984 habitants.